# الليلة الماضية في سوهو
الليلة الماضية في سوهو (بالإنجليزية: Last Night in Soho) هو فيلم رعب نفسي أمريكي صدر عام 2021 من إخراج إدغار رايت وبطولة أنيا تايلور جوي، توماسن ماكنزي، مات سميث، ديانا ريج و‌تيرينس ستامب.

## روابط خارجية
- الموقع الرسمي
- الليلة الماضية في سوهو على موقع IMDb (الإنجليزية)
- الليلة الماضية في سوهو على موقع ميتاكريتيك (الإنجليزية)
- الليلة الماضية في سوهو على موقع روتن توميتوز (الإنجليزية)
- الليلة الماضية في سوهو على موقع ألو سيني (الفرنسية)
- الليلة الماضية في سوهو على موقع أول موفي (الإنجليزية)
- الليلة الماضية في سوهو على موقع بوكس أوفيس موجو (الإنجليزية)
- الليلة الماضية في سوهو على موقع فيلمافينيتي (الإسبانية)
- الليلة الماضية في سوهو على موقع قاعدة بيانات الأفلام السويدية (السويدية)
- الليلة الماضية في سوهو على موقع قاعدة بيانات الفيلم (الإنجليزية)
- الليلة الماضية في سوهو على موقع ليتربوكسد (الإنجليزية)